# عبد الله شحات
عبد الله شحات (10 مايو 1985 مصر - ) هو لاعب كرة قدم مصري، يلعب كلاعب وسط.

## مسيرته

### مسيرته مع الأندية
- 2005 - 2012 لعب مع النادي الإسماعيلي 111 مباراة سجل خلالها 11 هدف.

## روابط خارجية
- عبد الله شحات على موقع الاتحاد الدولي (مؤرشف)  (الإنجليزية)
- عبد الله شحات على موقع قاعدة بيانات كرة القدم.إي يو (الإنجليزية)
- عبد الله شحات على موقع ناشيونال فوتبول تيمز (الإنجليزية)